# Northeast Canyons and Seamounts Marine National Monument
Le Northeast Canyons and Seamounts Marine National Monument est un monument national américain désigné comme tel par le président des États-Unis Barack Obama le 15 septembre 2016. Il protège 12 720 kilomètres carrés dans l'océan Atlantique au large de la Nouvelle-Angleterre. Il est le premier monument national marin américain dans l’océan Atlantique.

## Écologie
La zone comprend quatre montagnes sous-marines et trois canyons sous-marins. Elle abrite des baleines en voie de disparition et d’autres espèces rares, dont certaines ne se trouvent nulle part ailleurs dans le monde,.
Le monument national abrite des espèces rares et menacées, notamment des cachalots, des rorquals communs et des tortues de Kemp.  Selon les scientifiques marins qui ont étudié la région, il s’agit d’une zone de grande diversité biologique, contenant de nombreux « points chauds » de vie océanique et épipélagique, ainsi qu’offrant une connectivité écologique à travers les profondeurs et le long de la marge continentale. À ce titre, il constitue un site de référence relativement peu perturbé pour les futures recherches écologiques et sur les impacts des changements climatiques, promettant de nombreuses découvertes scientifiques.